# アエロ・カリビアン航空
アエロ・カリビアン航空（アエロ・カリビアンこうくう、英語: Aero Caribbean）は、かつてキューバ共和国のハバナに本拠地を置いていた国営の航空会社である。主に国内線を運行していた。2015年、クバーナ航空に吸収され消滅した

## 歴史

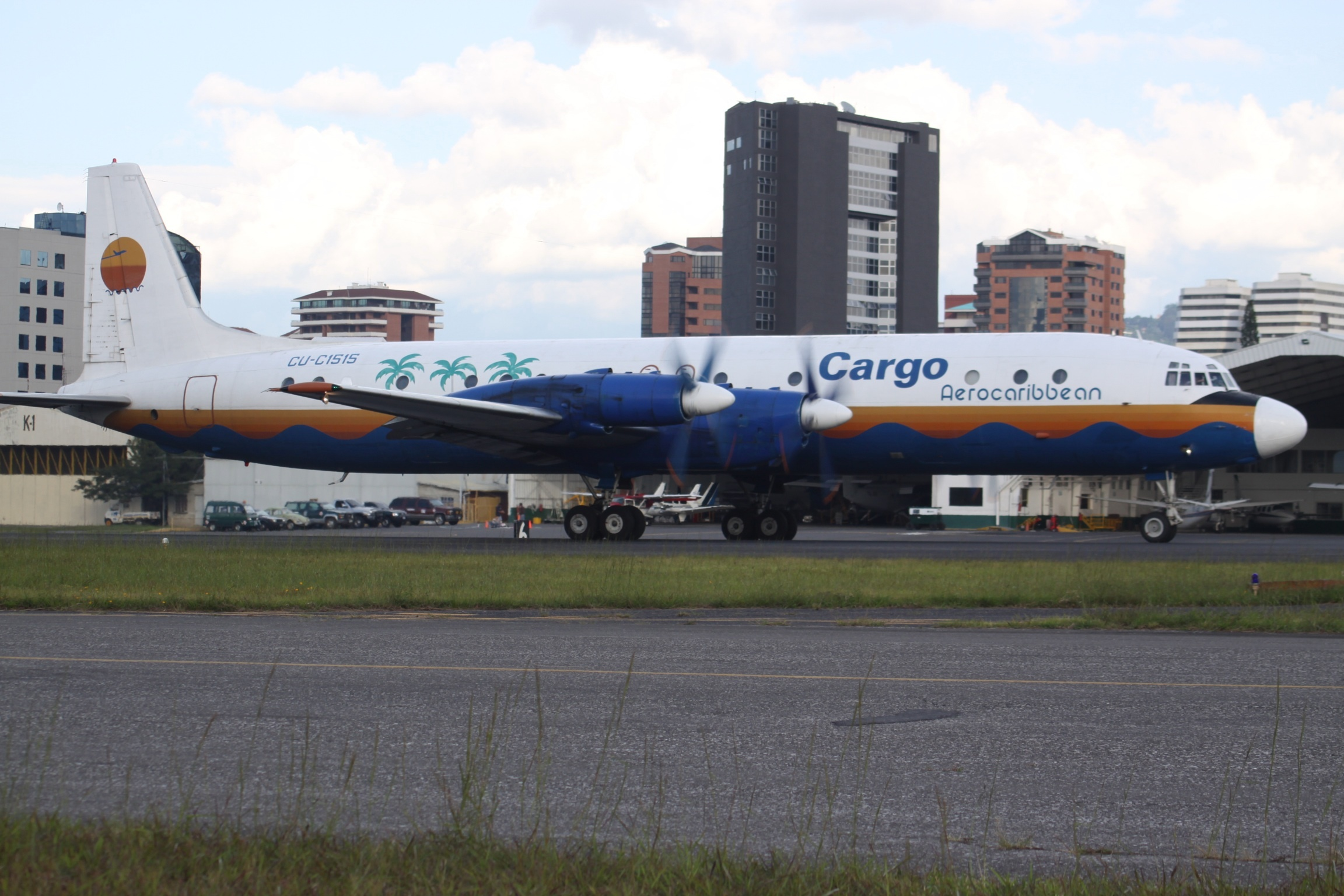
イリューシン
Il-18

航空会社はエンプレサエアロとして1982年に設立され、1982年12月2日より営業を開始した。クバーナ航空を補完し、国内線や地域チャーターを提供するために、キューバ政府によって設立された。

## 就航都市
キューバ国内
- カージョ・ココ、ハバナ、オルギン、サンティアーゴ・デ・クーバ、カージョ・ラルゴ・デル・スール、ヌエバ・ヘローナ、バラデーロ

海外
- ケイマン諸島、ビッグ・コーン島、マナグア、メリダ、サンペドロスラ、ポルトープランス、サントドミンゴ、プンタカナ、グアテマラシティ

## 運行機材

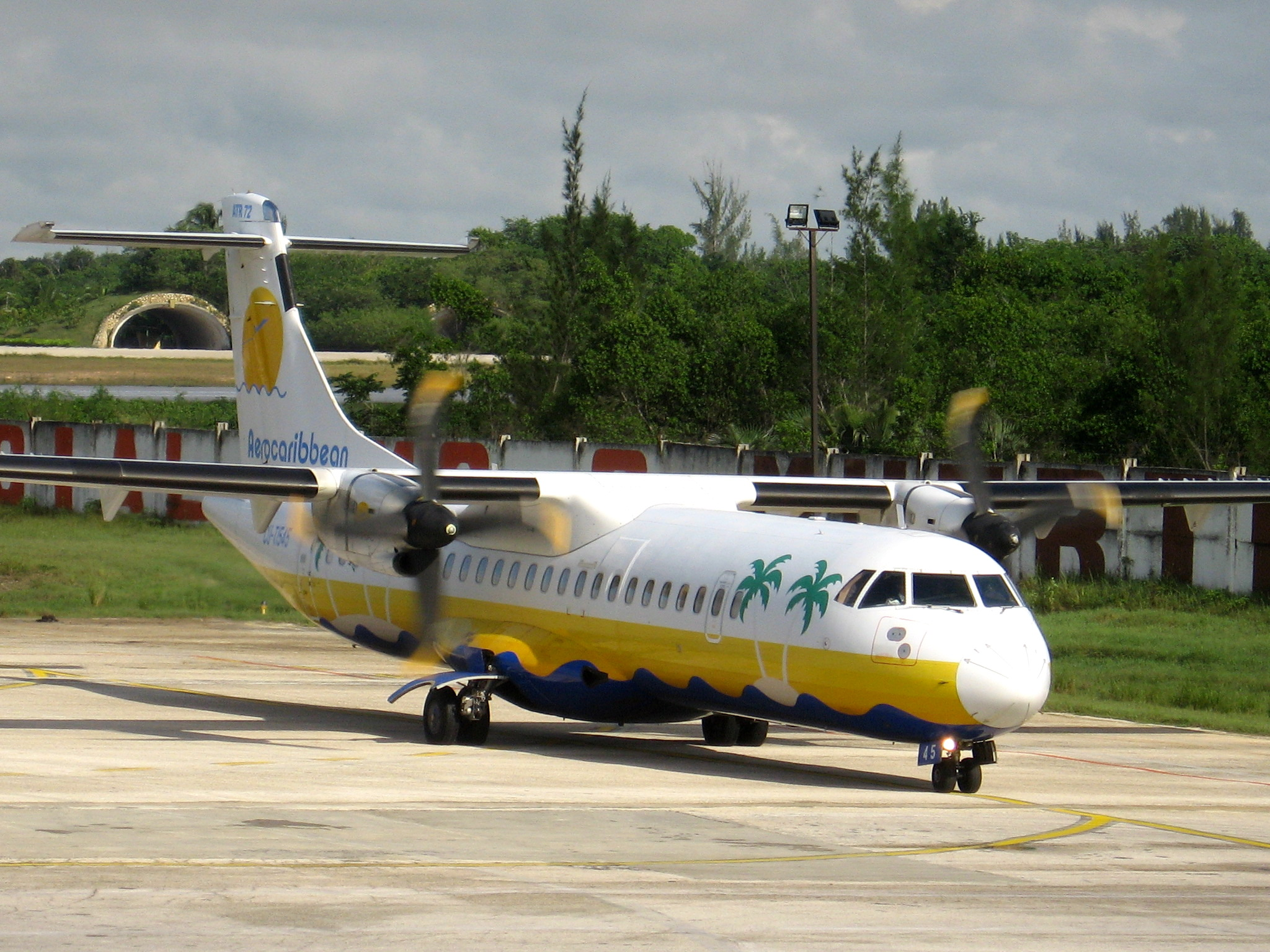
ATR-72

- エンブラエル EMB-110：4機
- ATR 42-300：3機
- ATR 72-212：5機

## 退役した機材
- ボーイング737-200：1機
- DC-3：2機
- F-27：1機
- ヤコヴレフ Yak-40：6機
- アントノフ An-26：1機
- イリューシン Il-14：1機
- イリューシン Il-18：5機

## 事故
- アエロ・カリビアン航空883便墜落事故：2010年11月5日、アントニオ・マセオ空港に向かっていたATR 72型機がキューバ中部のグアシマルに墜落。乗員乗客68名全員（邦人1人含む）が死亡。